# Jules Bocandé
Jules François Bocandé (Ziguinchor, 15 januari 1958 – Metz, 7 mei 2012) was een Senegalees voetballer die hoofdzakelijk in België en Frankrijk speelde. Hij speelde als aanvaller.
Hij brak door bij de Belgische club US Tournaisienne. Hij kende zijn grootste successen bij Seraing, Metz en Nice. In 1986 werd hij topscorer van de Ligue 1. Met het Senegalees voetbalelftal nam hij tweemaal deel aan de Afrika Cup. In 1994/95 was hij met Saar Boubacar duo-bondscoach van zijn West-Afrikaanse vaderland.

## Clubstatistieken
| seizoen | club             | land      | competitie         | duels | goals |
| ------- | ---------------- | --------- | ------------------ | ----- | ----- |
| 1978/80 | Casa Sport       | Senegal   | Ligue 1 (Senegal)  | 58    | 9     |
| 1980/82 | US Tournaisienne | België    | Derde Klasse       | 68    | 20    |
| 1982/84 | FC Seraing       | België    | Jupiler Pro League | 58    | 20    |
| 1984/86 | FC Metz          | Frankrijk | Ligue 1            | 61    | 33    |
| 1986/87 | Paris SG         | Frankrijk | Ligue 1            | 38    | 6     |
| 1987/91 | OGC Nice         | Frankrijk | Ligue 1            | 98    | 25    |
| 1991/92 | RC Lens          | Frankrijk | Ligue 1            | 26    | 5     |
| 1992/93 | Eendracht Aalst  | België    | Jupiler Pro League | 6     | 3     |